# LfA Förderbank Bayern
Die LfA Förderbank Bayern ist das Landesförderinstitut des Freistaats Bayern in der Rechtsform einer Anstalt des öffentlichen Rechts mit Sitz in München. Sie wurde 1951 gegründet, um den wirtschaftlichen Wiederaufbau Bayerns nach dem Zweiten Weltkrieg zu finanzieren. Ihre heutige Aufgabe ist die Unternehmensfinanzierung in den Bereichen Gründung, Wachstum, Innovation, Energie und Umwelt sowie Stabilisierung. Außerdem unterstützt die LfA mit dem Geschäftsfeld Infrastruktur Kommunen bei ihren Investitionsvorhaben. Zielgruppe der LfA sind mittelständische Unternehmen, Gründer und Kommunen in Bayern.

## Geschichte

### Neuordnung und Aufstieg nach dem Zweiten Weltkrieg
Nach dem Zweiten Weltkrieg war Bayerns Wirtschaft wieder in Gang zu bringen und die Integration von über 1,9 Millionen Flüchtlingen zu bewältigen. Vor diesem Hintergrund wurde am 7. Dezember 1950 durch ein eigenes Gesetz die Landesanstalt für Aufbaufinanzierung gegründet, die am 1. Mai 1951 ihre Geschäftstätigkeit aufnahm. Die LfA förderte anfangs zahlreiche kleine Gewerbebetriebe, bald auch mittelständische und große Unternehmen. Breit angelegte Fördermaßnahmen und die Unterstützung angeschlagener Unternehmen trugen erheblich zum Wirtschaftswunder in Bayern bei.

### Wirtschaftsförderung in den Rezessions- und Krisenjahren
Konjunkturelle Krisen und strukturelle Umbrüche kennzeichneten die wirtschaftliche Entwicklung in der Phase der langen 1970er Jahre. Charakteristisch für diese Periode ist die Ölkrise 1973, in deren Verlauf sich der Preis für Energie schlagartig mehr als verdoppelte. 1970 wurde mit einem neuen LfA-Gesetz dem gewandelten Tätigkeitsschwerpunkt der LfA Rechnung getragen: Ihr Engagement konzentrierte sich zunehmend auf die regionale Wirtschaftsförderung.

### Umbruch der europäischen Wirtschaftsregionen und Globalisierung
Bedingt durch die rasch voranschreitende Globalisierung, die Öffnung der osteuropäischen Märkte und die Wiedervereinigung Deutschlands ergaben sich für die bayerische Wirtschaft neue Chancen, aber auch strukturelle Probleme. Mit der Ansiedlung bayerischer Unternehmen in den neuen Bundesländern setzte sich die LfA für die Förderung einer leistungsfähigen Wirtschaftsstruktur ein. In den 1990er Jahren erfuhr die Gründungsförderung in Bayern durch die Bereitstellung von Risikokapital einen massiven Schub.

### Die LfA heute
Nach über 70 Jahren Geschäftstätigkeit ist das Geschäftsvolumen der LfA, die seit 1997 unter dem neuen Namen LfA Förderbank Bayern firmiert, deutlich gewachsen. Entsprechend stark nimmt die Fördertätigkeit der LfA weiter zu. Im Jahr 2023 wurden Darlehen in Höhe von rund 2,3 Milliarden EUR zugesagt. Staatliche Mittel für zinsverbilligte Programmdarlehen fließen jedoch immer spärlicher. Der Großteil der Kredite wird inzwischen von der LfA selbst finanziert. Die Mittel beschafft sie sich am Geld- und Kapitalmarkt zu marktüblichen Konditionen durch Anleiheemissionen. Aktuell bleiben auch die Risikoentlastungen durch Bürgschaften, Haftungsfreistellungen und Garantien, die sich in den 1990er Jahren besonders expansiv entwickeln: Sie stiegen von 33 Millionen EUR im Jahr 1990 auf 188 Millionen EUR im Jahr 2023. Über zwei Gesellschaften der LfA-Gruppe, die BayBG Bayerische Beteiligungsgesellschaft und Bayern Kapital, bietet die LfA ihren Kunden Beteiligungskapitalmodelle, mit denen sich eine sichere finanzielle Unternehmensbasis schaffen lässt.  Fonds von Bayern Kapital, einer 100-prozentigen Tochtergesellschaft der LfA, stellen jungen und wachsenden technologieorientierten Unternehmen in Bayern Beteiligungskapital zur Verfügung.

## Aufgaben

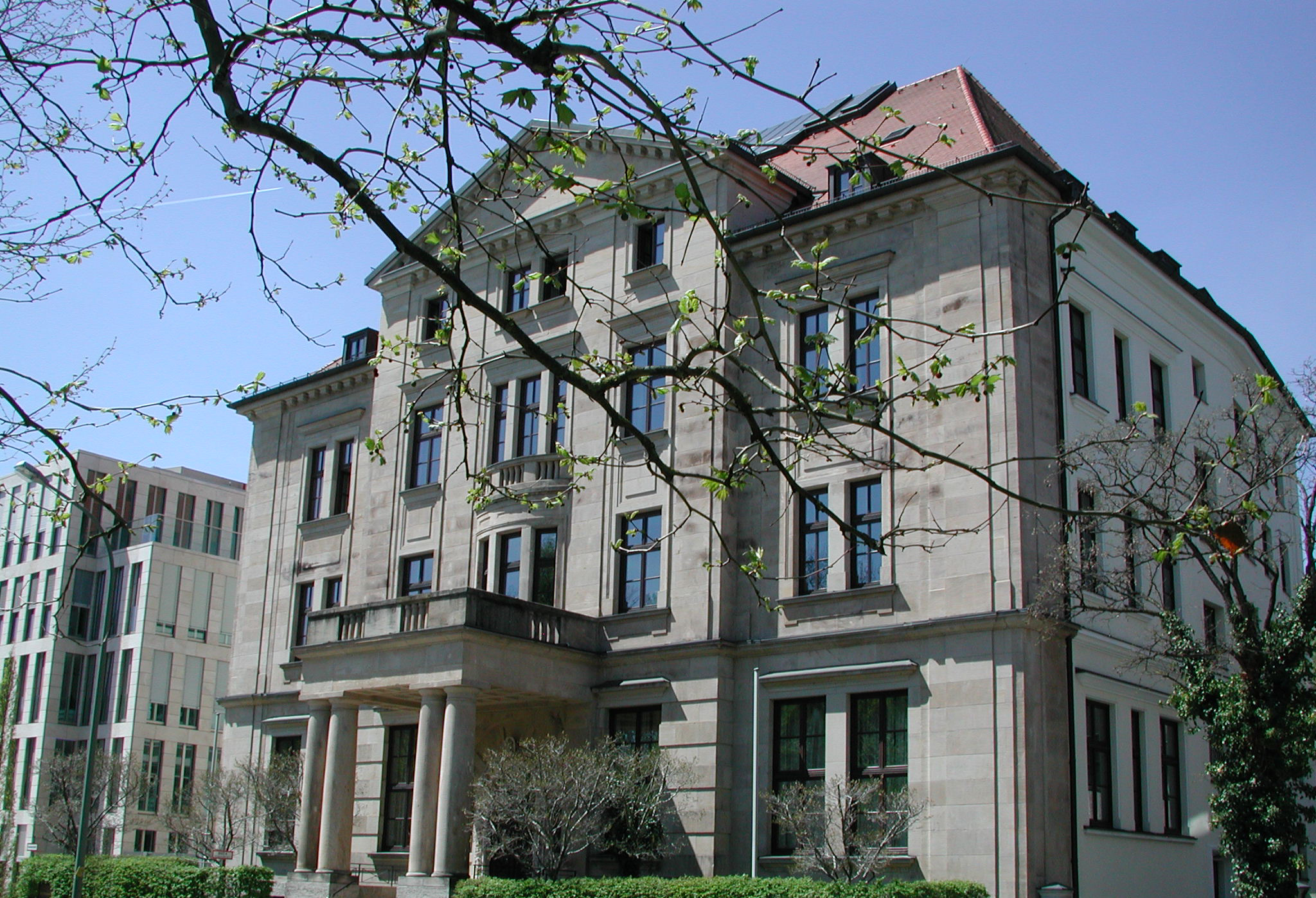
Hauptsitz der LfA in der Königinstraße in München

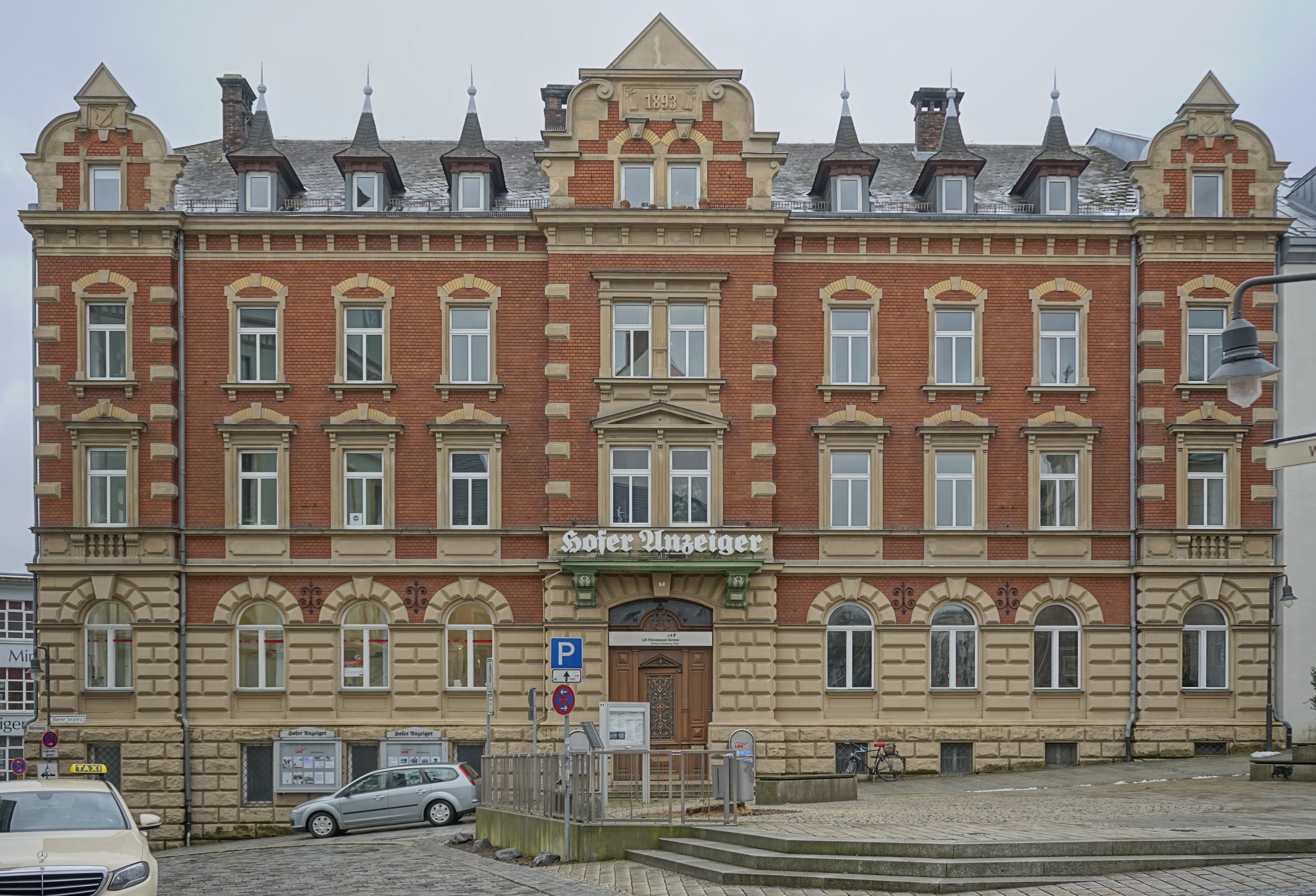
Förderstützpunkt der LfA am Oberen Torplatz in Hof

Ziel des Fördergeschäfts der LfA ist es, Vorhaben kleiner und mittlerer Unternehmen sowie sonstige Maßnahmen zur Verbesserung und Stärkung der Wirtschafts-, Verkehrs- und Umweltstruktur Bayerns finanziell zu fördern und damit Arbeitsplätze zu sichern oder zu schaffen.
Hauptaufgaben sind:
- Nachwuchsunternehmen den Markteintritt erleichtern
- die Leistungsfähigkeit des Mittelstands stärken
- Unternehmen helfen, neue Produkte und Verfahren auf den Markt zu bringen
- Unterschiede in der regionalen Wirtschaftskraft abbauen
- die Reduzierung betrieblich verursachter Umweltbelastungen finanzieren
- Unternehmen im Interesse der Beschäftigten aus wirtschaftlichen Krisen helfen
- den Ausbau der wirtschaftsnahen Infrastruktur voranzutreiben
- Auslandsinvestitionen unterstützen, wenn dadurch der Standort in Bayern gestärkt wird
- durch Ausbau der wirtschaftsnahen Infrastruktur die Voraussetzung für Wachstum verbessern
- im Verbund mit anderen Kreditinstituten die Finanzierung von Großprojekten sichern.

Grundsätzlich alle Darlehensfinanzierungen werden hierbei über die Hausbank des Darlehensnehmers beantragt und abgewickelt. Ausnahmen bilden dabei vor allem die Darlehen für Kommunen, die direkt bei der LfA zu beantragen sind. Jede Geschäftsbank, die bereit ist, Förderdarlehen auszureichen, kann Hausbank sein. Die LfA steht somit nicht in Konkurrenz zu den Banken, sondern arbeitet mit ihnen zusammen.

## Zahlen und Fakten
- Die Haftung liegt kraft Gesetz zu 100 Prozent beim Freistaat Bayern.
- Das gezeichnete Kapital beträgt 368 Millionen EUR, das Kernkapital rund 1,85 Milliarden EUR.
- Organe der LfA sind der Vorstand und der Verwaltungsrat, der dem aktienrechtlichen Aufsichtsrat entspricht.
- Als Bank unterliegt die LfA der Aufsicht der Bundesanstalt für Finanzdienstleistungsaufsicht sowie den Vorschriften des Kreditwesen-Gesetzes.
- Seit ihrer Gründung hat die Bank mehr als 448.500 gewerbliche Darlehen mit einer Kreditsumme von rund 84 Milliarden EUR zugesagt.
- Als öffentliche Einrichtung ist die LfA von der Körperschaftssteuer befreit.
- Die Bank reicht die Kredite nach dem Hausbankprinzip aus. Sie ist im Verhältnis zu den Geschäftsbanken neutral und tritt nicht in Wettbewerb zu ihnen.